# Torcuato (varón apostólico)
San Torcuato (en latín Torquatus, "que lleva un collar") es un santo mártir venerado por las iglesias ortodoxa y católica.
La tradición lo convierte en un misionero cristiano del siglo I, durante la época apostólica. Evangelizó el pueblo de Acci, identificado como Guadix, y se convirtió en el primer obispo de la antigua diócesis de Acci.
Es uno de los siete varones apostólicos: En Hispania santos Torquato, Tesifonte, Secundo, Indalecio, Cecilio, Esicio y Eufrasio; que en Roma los santos Apóstoles Obispos ordenaron y a predicar la palabra de Dios en las Hispanias dirigidos fueron. Y después de evangelizar varias ciudades e innumerables multitudes a la fe de Cristo introducir, en diversos lugares en esa provincia quedaron; Torquato en Acci, Tesifonte en Vergii, Secundo en Abulae, Indalecio en Urci, Cecilio en Illiberi, Esicio en Cartejae y Eufrasio en Illiturgi.
En Hispania meridional, conmemoración de san Torcuato, obispo de Acci (Guadix), y otros seis obispos más, que se establecieron en distintas ciudades: Tesifonte, obispo de Bergium (Berja); Esicio, obispo de Carcer (Carcesa); Indalecio, obispo de Urci (Almería); Segundo, obispo de Ábula (Abla); Eufrasio, obispo de Iliturgi (hoy en las cercanías de Mengíbar), y Cecilio, obispo de Illiberis (Elvi-ra, Granada).

## Veneración
Las reliquias de Torcuato se redescubreron en el siglo VIII, durante la invasión árabe de España, en una iglesia construida en su honor cerca del río Limia.
Las reliquias de Torcuato y las de Eufrasio se trasladadron a Galicia. Las reliquias de Torcuato permanecieron durante mucho tiempo en la iglesia visigótica de Santa Comba de Bande (Orense).
En el siglo X las reliquias de Torcuato se trasladaron a San Salvador de Celanova en Celanova (Orense).
En 1592 se abrió el sepulcro en Celanova y parte de las reliquias de Torcuato se distribuyeron a Guadix, a Santiago de Compostela y a Orense, a El Escorial, al colegio jesuita de Guadix y, en 1627, a Granada. Las reliquias que quedaron en San Salvador de Celanova se colocaron en la capilla principal de la iglesia del monasterio, junto con las de San Rudesindo, el fundador del monasterio.
La catedral de Guadix conserva tres reliquias asociadas con el santo: un brazo, la quijada y un calcáneo (esta última reliquia no se muestra).
Se ha teorizado que Torcuato puede ser una versión cristiana del dios celta Bandua.

## Galería

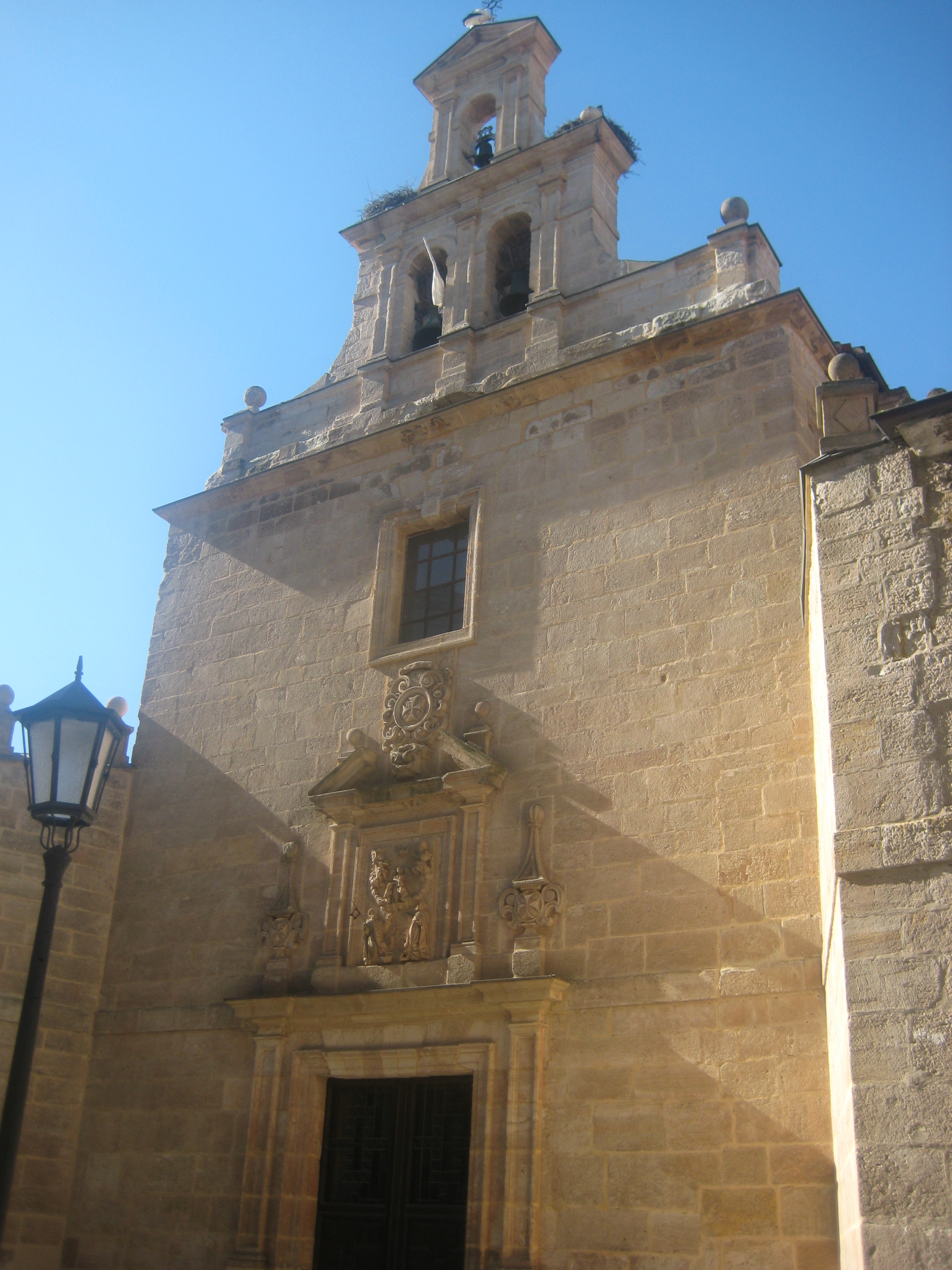
Iglesia de San Torcuato (Zamora)
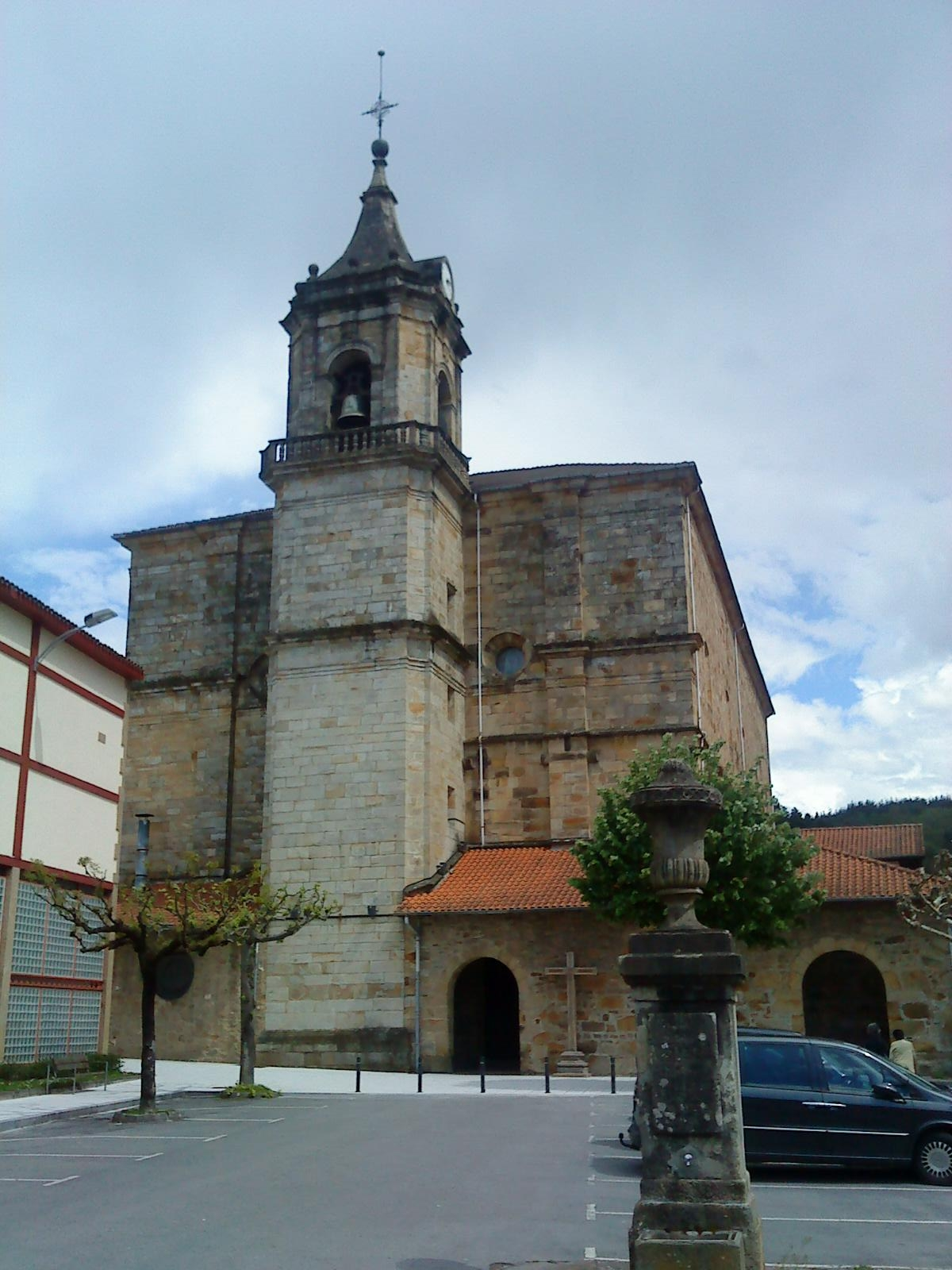
Iglesia de San Torcuato (Abadiano)
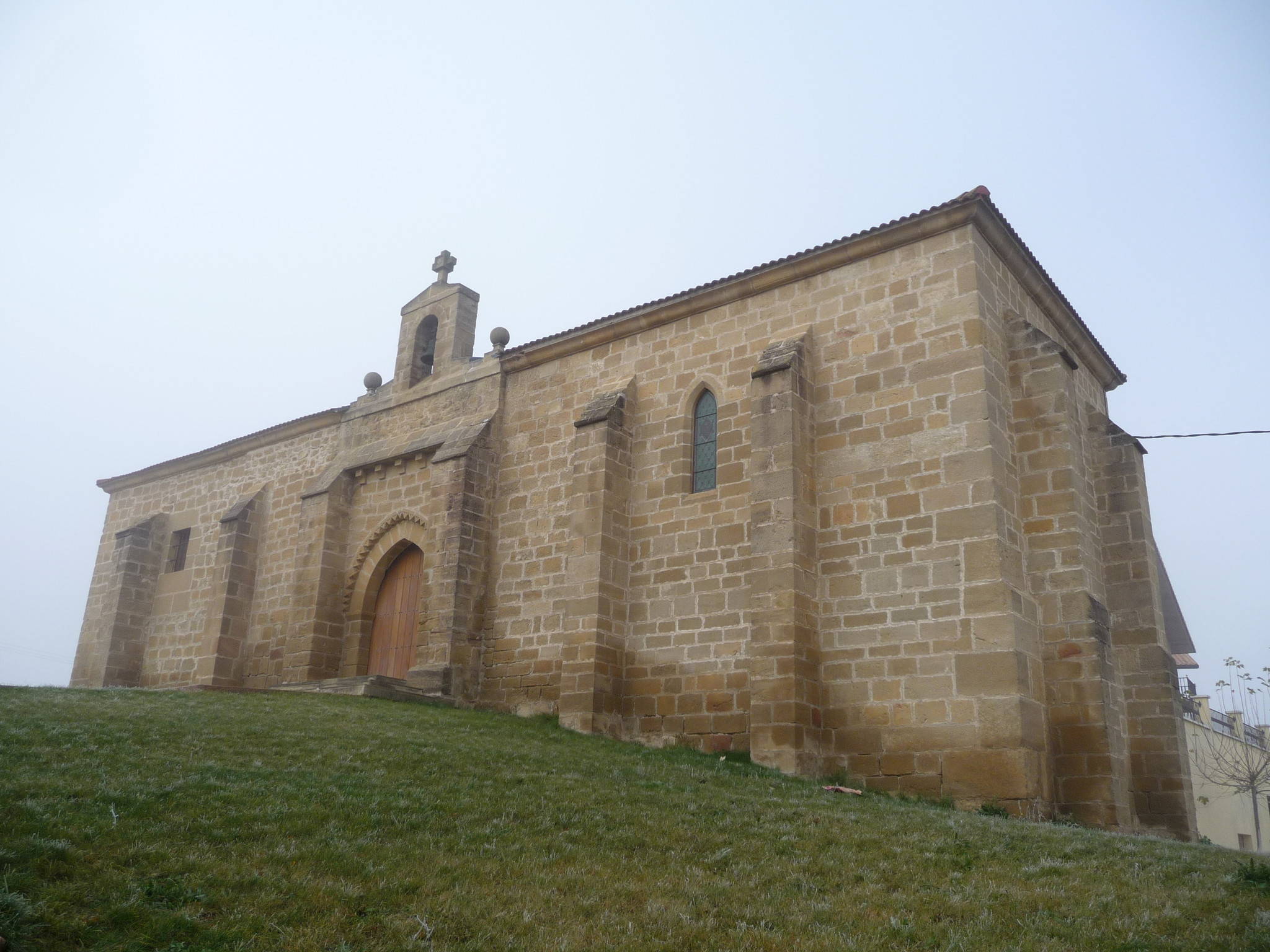
Ermita de San Torcuato y Santa María (Villabuena de Álava)
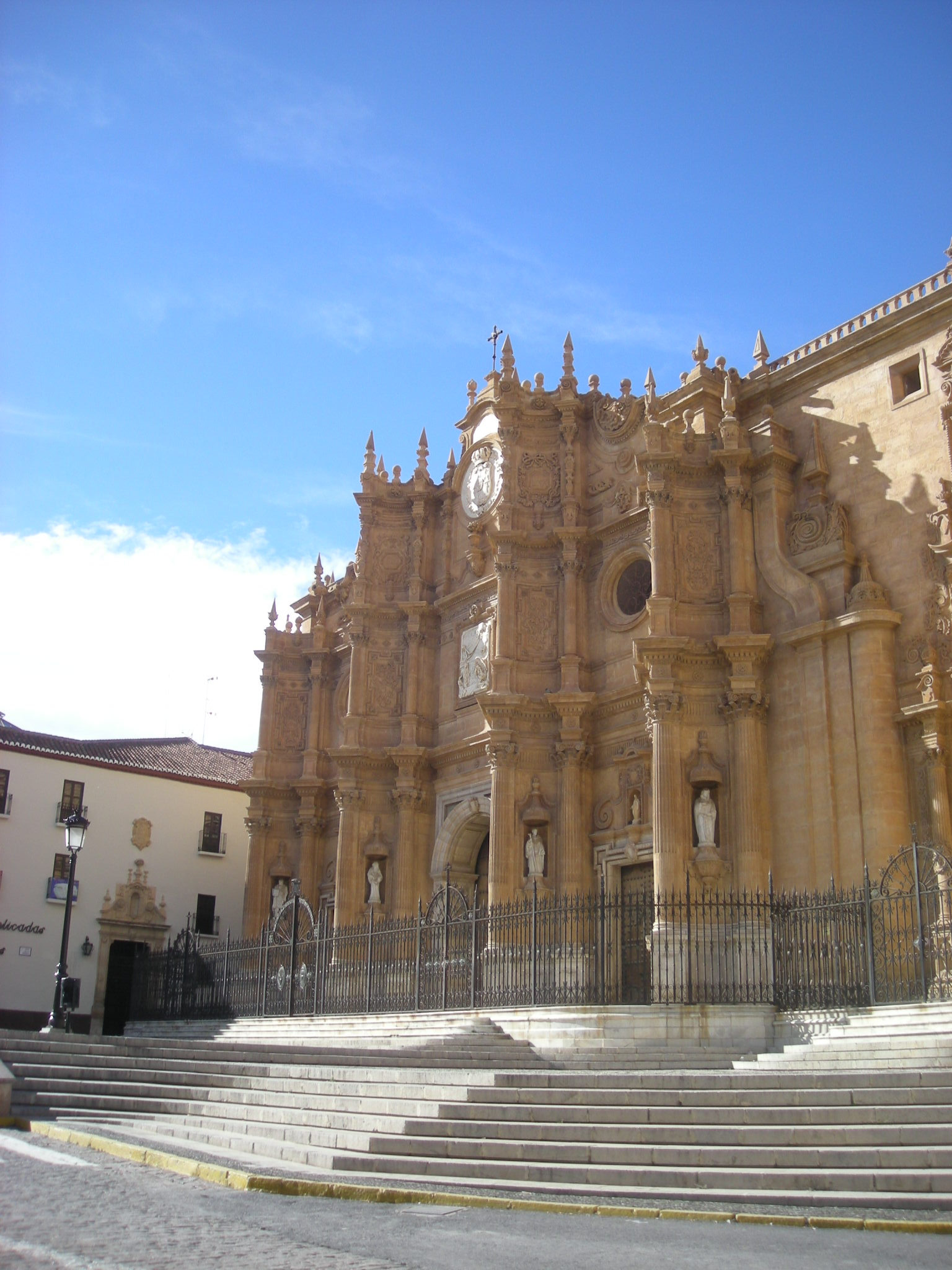
Catedral de Guadix. En el lugar donde se asienta, existió en el siglo X una iglesia hispanovisigoda, Sede Diocesana creada por San Torcuato
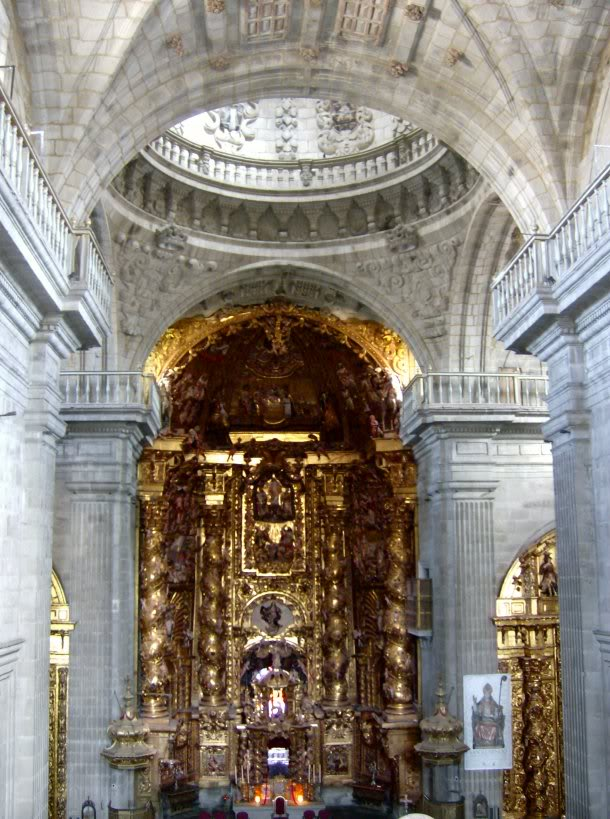
Altar en el Monasterio de San Salvador (Celanova) con los restos de san Torcuato[1]·[2] y de san Rosendo
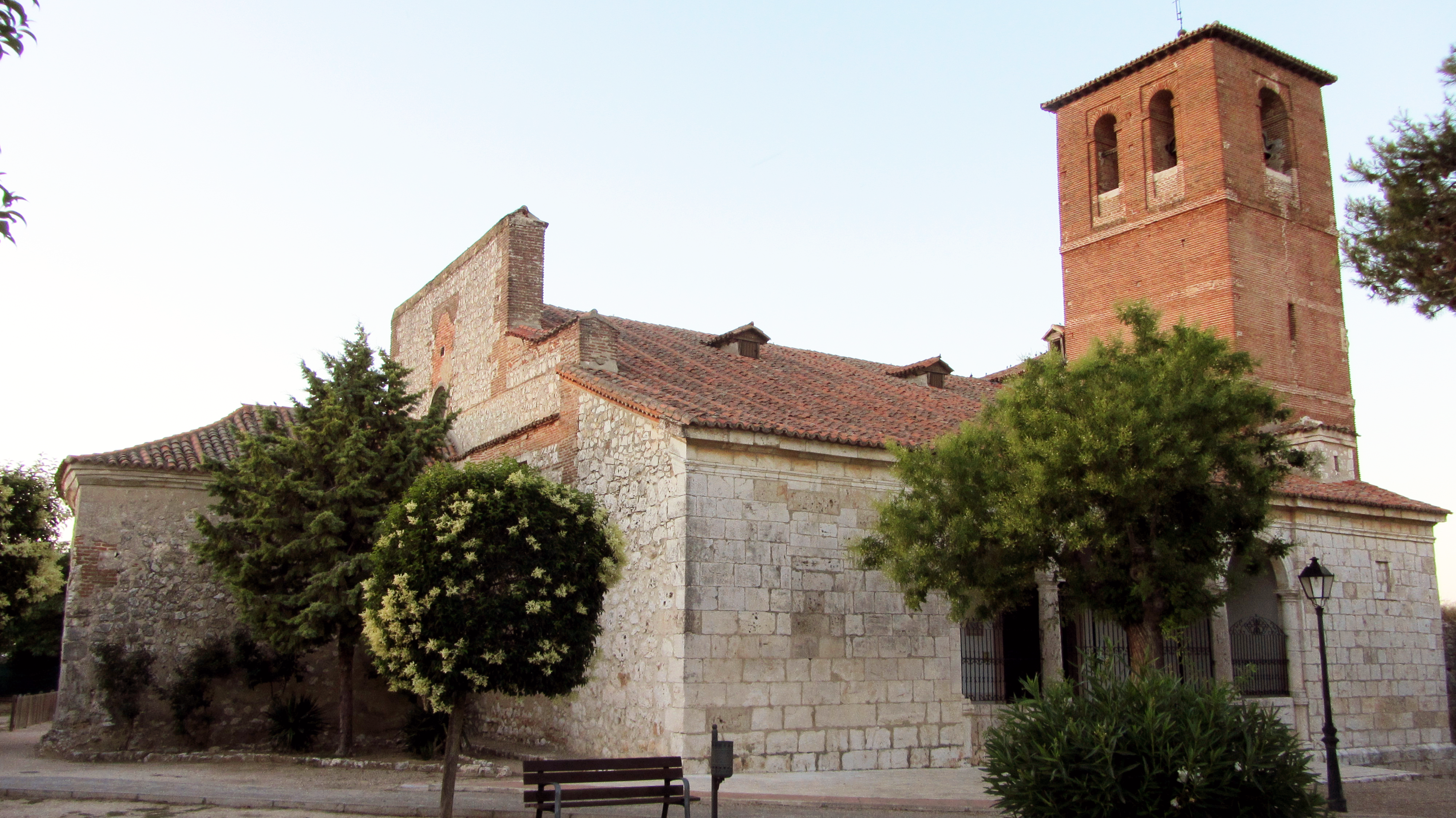
Iglesia parroquial de San Torcuato en Santorcaz
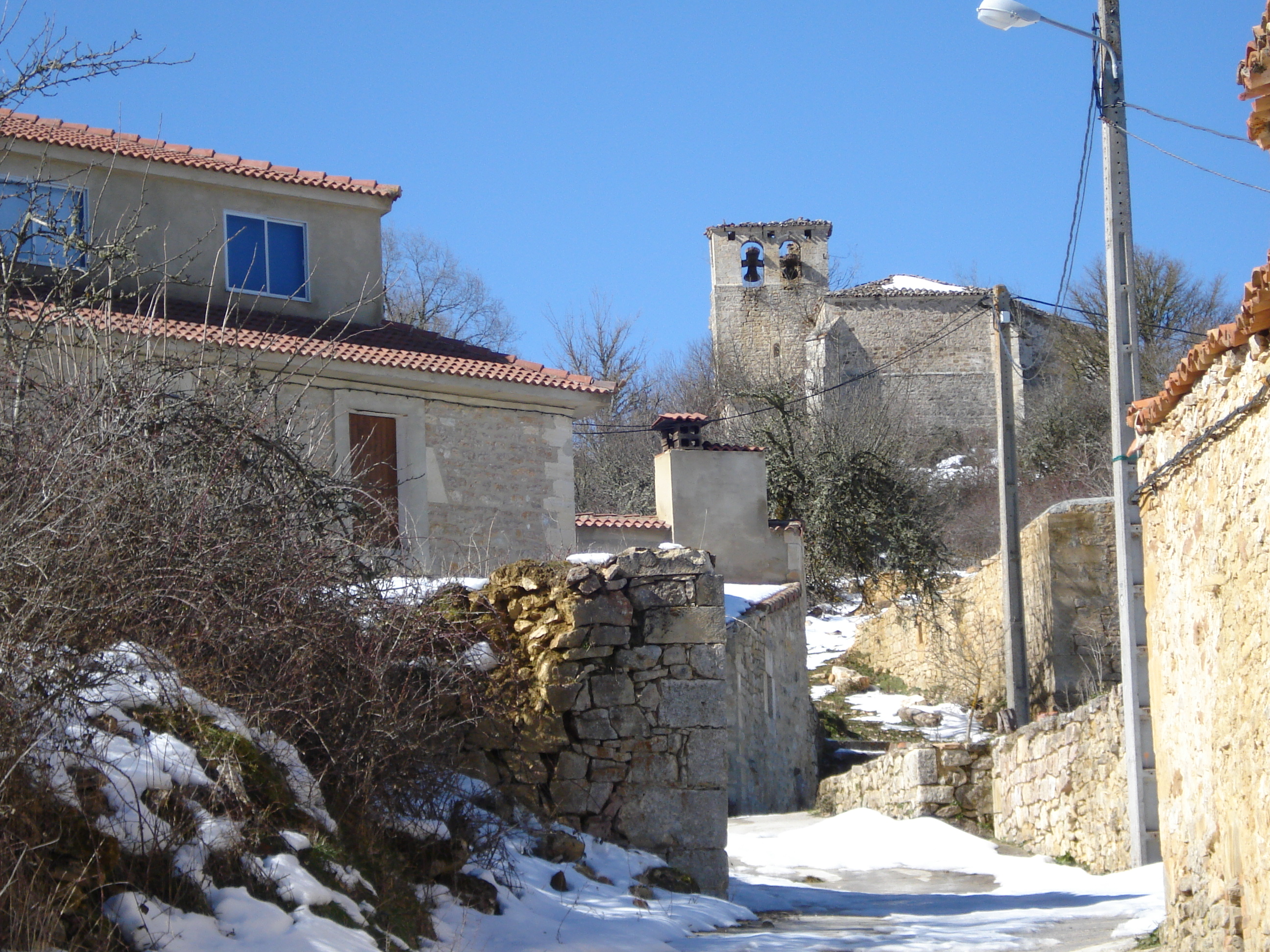
Iglesia de San Torcuato (s. XII) de Villaescusa del Butrón
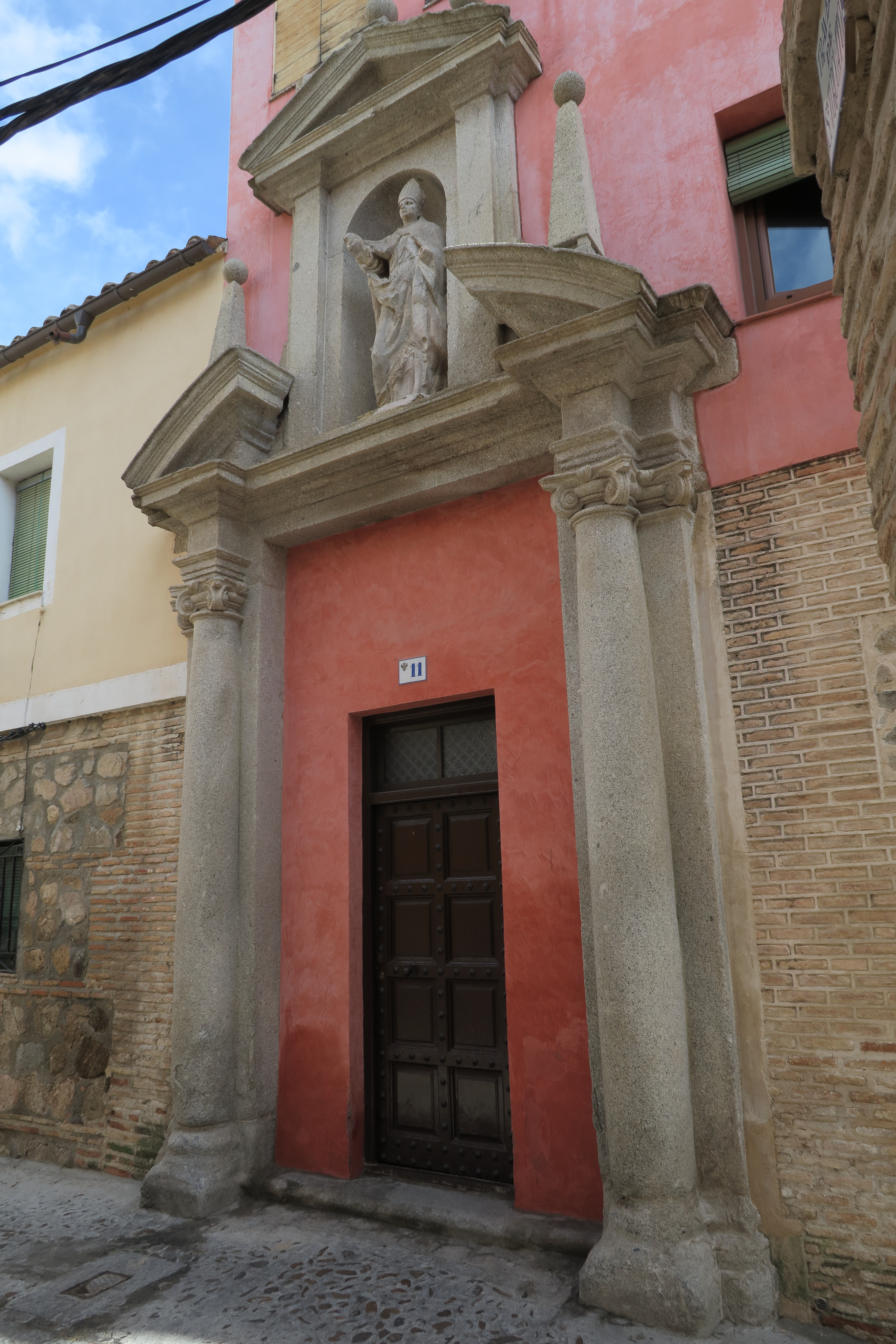
Portada de la iglesia de San Torcuato (Toledo)